# Stazione di Parabiago
Stazione di Parabiago vasútállomás Olaszországban, Lombardia régióban, Parabiago településen.

## Vasútvonalak
Az állomást az alábbi vasútvonalak érintik:
- Domodossola–Milánó-vasútvonal
- Luino–Milánó-vasútvonal
- Stabio/Porto Ceresio–Milánó-vasútvonal

## Kapcsolódó állomások
A vasútállomáshoz az alábbi állomások vannak a legközelebb:
- Stazione di Vanzago-Pogliano (Stazione di Milano Centrale, Stazione di Treviglio, Domodossola–Milánó-vasútvonal, Line S5)
- Stazione di Canegrate (Stazione di Domodossola, Stazione di Varese, Domodossola–Milánó-vasútvonal, Line S5)